# Popieliczka japońska
Popieliczka japońska (Glirulus japonicus) – gatunek gryzonia z rodziny popielicowatych, występujący endemicznie w Japonii.

## Systematyka
Gatunek został opisany naukowo w 1845 roku przez H.R. Schinza jako Myoxus javanicus. Autor omyłkowo nadał mu epitet gatunkowy odnoszący się do Jawy, nie Japonii. Zostało to skorygowane w 1906 roku przez O. Thomasa, który ponadto umieścił zwierzę w monotypowym rodzaju Glirulus (popieliczka). Popieliczka japońska jest obecna na Wyspach Japońskich co najmniej od środkowego plejstocenu. Co najmniej dwie współczesne populacje tego gatunku mogą być w rzeczywistości odrębnymi gatunkami.
Polska nazwa została ustalona przez publikację „Polskie nazewnictwo ssaków świata” wydaną przez Muzeum i Instytut Zoologii Polskiej Akademii Nauk, wcześniej stosowana była nazwa pilch japoński.

## Występowanie
Popieliczka japońska występuje na Honsiu, Sikoku, Kiusiu i Wyspach Oki. Jest spotykana od 400 do 1800 m n.p.m., od dolnego piętra lasów po piętro subalpejskie. Żyje w dojrzałych lasach pierwotnych i wtórnych.

## Wygląd

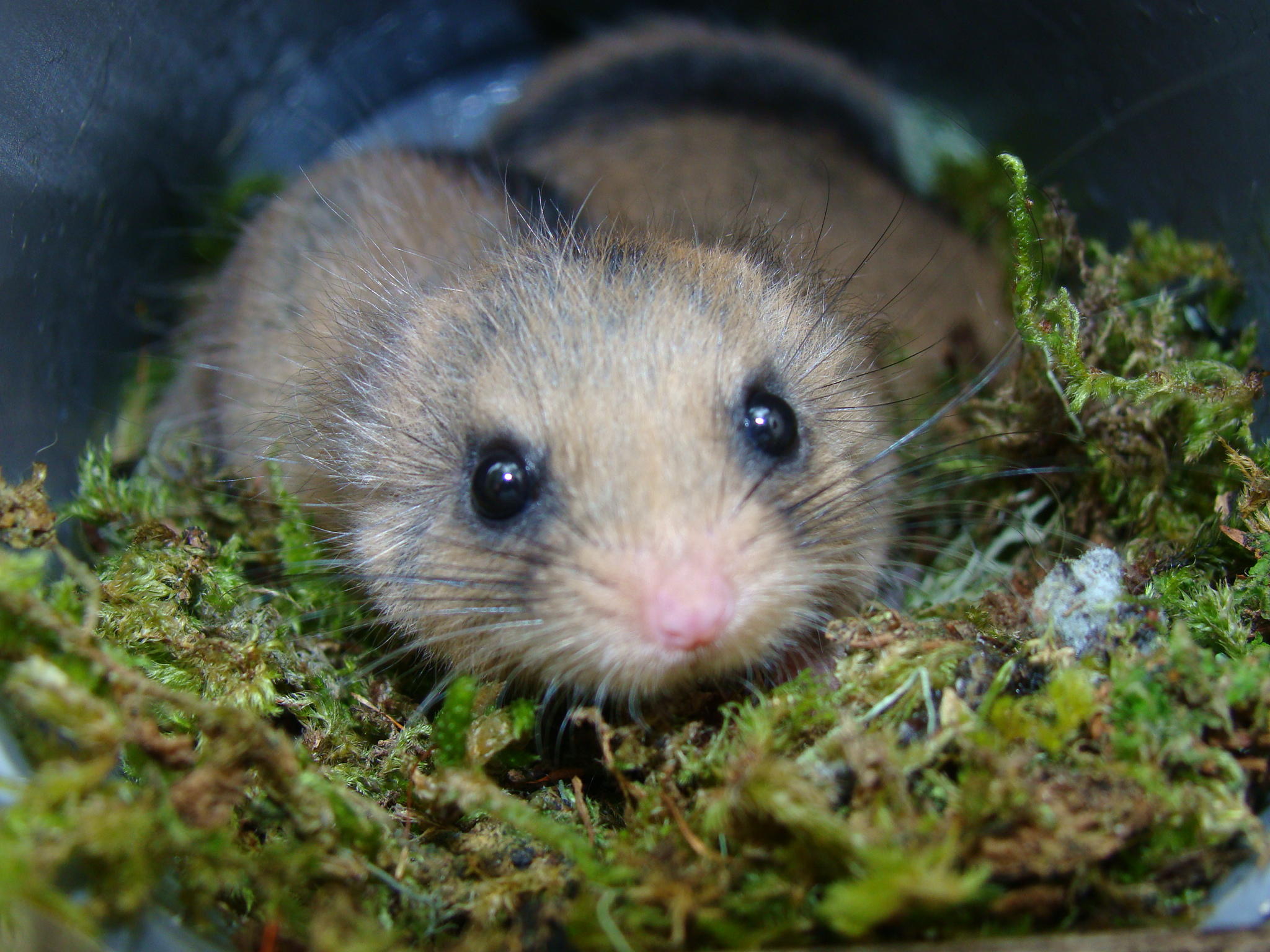
Głowa gryzonia

Jest to mały gryzoń, wielkości myszy. Ciało z głową ma długość od 105 do 135 mm, masa ciała zwierzątka to od 14 do 40 gramów. Obie płci wyglądają podobnie. Ma gęste, miękkie, orzechowo–brązowe futro z szeroką ciemnobrązową lub czarną pręgą wzdłuż grzbietu. Ogon jest puszysty, spłaszczony grzbietobrzusznie. Stopy są wyposażone w miękkie poduszki i krótkie pazury, przednie stopy mają pięć, a tylne cztery palce. Budowa stóp pozwala im szybko biegać po spodniej stronie gałęzi.

## Tryb życia

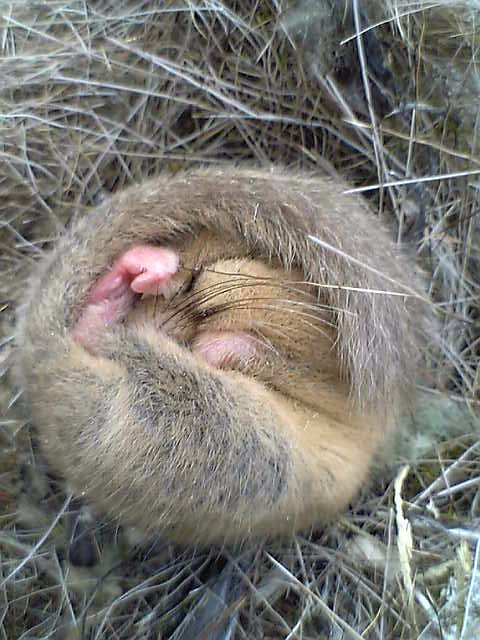
Śpiąca popieliczka

Prowadzi samotny, nocny tryb życia, jest wysoce przystosowana do życia nadrzewnego. Areał osobniczy samców jest bardzo rozległy i często obejmuje areały kilku samic, ale także areał osobniczy samicy jest dosyć duży jak na gryzonia tego rozmiaru. Zwierzę zapada w długi sen zimowy. Na wolności żyje od 3 do 5 lat, najstarszy znany osobnik przeżył 6 lat.
Dla popieliczki bardzo ważnym zmysłem jest węch; gniazda są oznaczane moczem, aby wskazać własność terytorium. Dotyk jest kluczowy dla poruszania się nocą po drzewach.
Popieliczka japońska jest wszystkożerna. Żywi się owadami, nasionami, owocami, jajami ptaków i małymi zwierzętami. Gromadzi zapasy w pobliżu gniazd. Przyczynia się do rozprzestrzeniania nasion, a zjadając duże ilości owadów, w tym szarańczaków, pełni ważną rolę regulacyjną w ekosystemie.

## Rozmnażanie
W maju, po przebudzeniu ze snu zimowego, gryzonie wydają głośne dźwięki, które pomagają im zlokalizować potencjalnych partnerów. Ssaki te są poligyniczne, samiec kopuluje z kilkoma samicami. Sezon rozrodczy trwa od późnej wiosny do wczesnego lata. Ciąża trwa około miesiąc, między czerwcem a lipcem samica rodzi średnio cztery młode. Samiec nie uczestniczy w opiece nad młodymi. Matka zaprzestaje karmienia mlekiem po około 18 dniach, mając od 4 do 6 tygodni młode usamodzielniają się. Stają się dojrzałe płciowo mając rok.
Gryzonie te budują złożone gniazda z porostów i kory.

## Populacja i zagrożenia
Popieliczka japońska ma duży obszar występowania, ale nie jest liczna. Gęstość populacji jest oceniana w niektórych obszarach na 0,8 na hektar. Małe zagęszczenie populacji i skryty tryb życia sprawiają, że nie jest ona ważnym źródłem pokarmu dla drapieżników. Nie są znane większe zagrożenia dla tego gatunku. W Japonii zwierzątko jest znane pod nazwą Yamane (jap. 山鼠) (dosł. „górski szczur”) i ma znaczenie w religii Shintō. W 1975 roku Japonia uznała ten gatunek za pomnik przyrody i objęła ochroną obszary jego występowania. Międzynarodowa Unia Ochrony Przyrody uznaje popieliczkę japońską za gatunek najmniejszej troski.